# 함창 김씨
함창 김씨(咸昌 金氏)는 경상북도 상주시 함창읍을 본관으로 하는 한국의 성씨이다. 고령가야(古寧伽倻)의 태조(太祖) 고로왕(古露王)을 시조로 한다.

## 유래

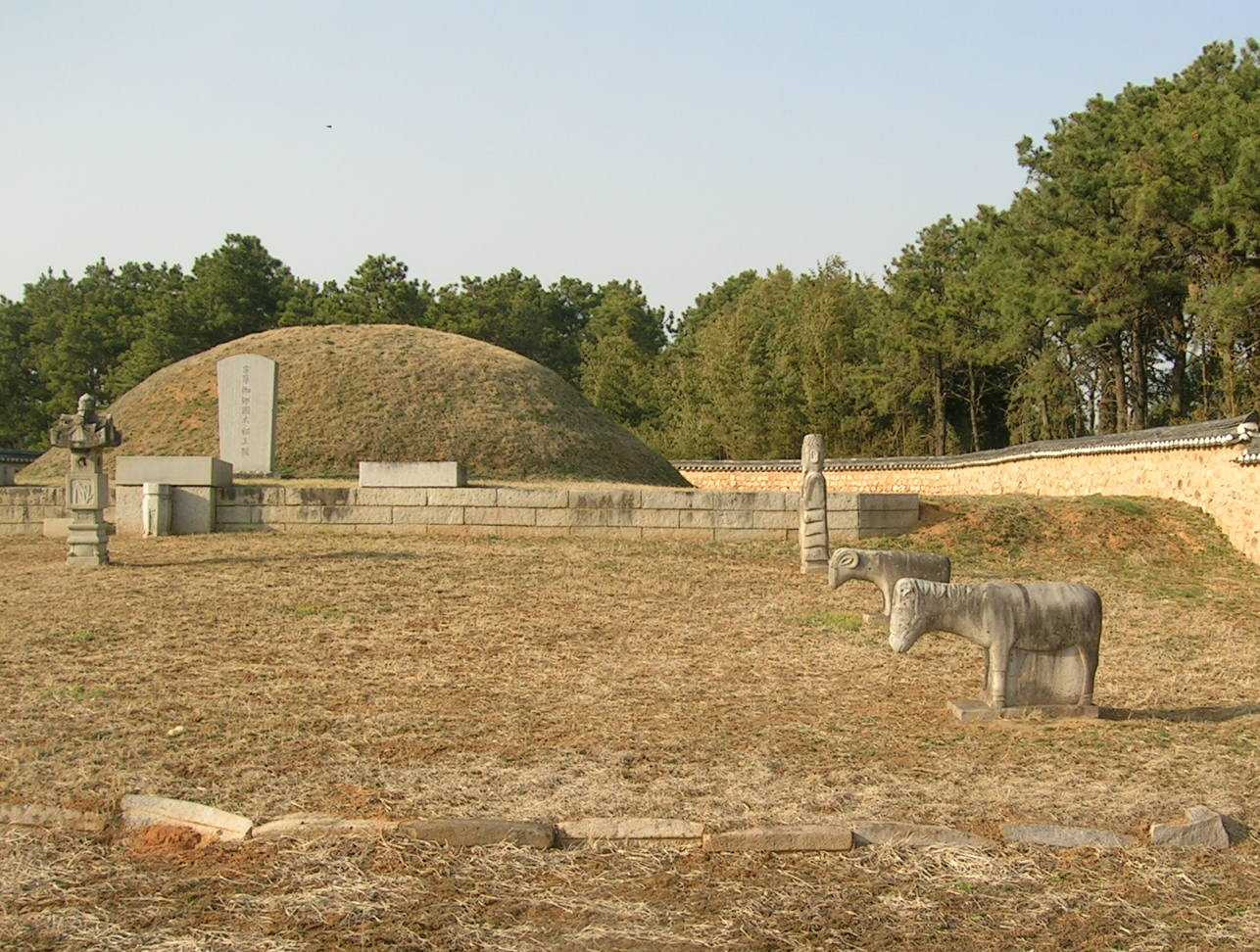
고령가야태조왕릉

시조 고령가야국(古寧伽倻國) 태조(太祖) 고로대왕(古露大王)은 42년 3월 15일에 함창(咸昌)에 도읍하여 개국(開國)하였고, 2대 마종왕(摩宗王) 3대 이현왕(利賢王)을 끝으로 213년 간 통치(統治)한 국가로서 낙동강(洛東江)과 영강(熲江)이 합류하는 천연의 강산 교통의 요새지에서 가야문명(伽耶文明)의 발길 닿지 아니한 곳이 없었다고 한다. 
그후 고려(高麗) 명종조(明宗朝)때 정사공신(定社功臣) 문정공(文貞公) 덕원군(德原君) 김종제(金宗悌)와 충경공(忠敬公) 덕양군(德陽君) 김종계(金宗繼) 형제를 중시조로 번창하였다. 도읍지가 함창(咸昌, 지금의 경북 상주)이며, 함창(咸昌)을 본관으로 정하였다고 한다.

## 본관
함창(咸昌)은 본래 고령가야국(古寧伽耶國)이었는데 신라가 이를 취하여 고동람군(古冬攬郡, 또는 古陵郡)을 설치하였다. 경덕왕 때 고령군(古寧郡)으로 고쳤고, 관산(冠山)･가선(嘉善)･호계(虎溪) 등을 임내(任內)로 하였다. 961년(광종 12) 함녕군(咸寧郡)으로 고쳤고, 현종 때 상주에 귀속시키고 함창으로 바꾸었으며, 명종 때에 감무를 설치하였고, 1413년(태종 13)에 현감을 두었다. 1914년 행정구역개편 때 상주군에 병합되어 함창면이 되었다. 1980년 읍으로 승격되었고 1995년 상주군과 상주시가 통합되어 새로운 상주시가 되었다.

## 분파
- 교리공파(校理公派): 김유양(金有讓)
- 동지공파(同知公派): 김유선(金有銑)
- 직장공파(直長公派): 김곤(金坤)
- 참의공파(參議公派): 김성용(金成用)
- 이판공파(吏判公派): 김남택(金南澤)
- 형판공파(刑判公派): 김남중(金南重)
- 현감공파(縣監公派): 김응추(金應秋)
- 판관공파(判官公派): 김안도(金安道)
- 삼로공파(三路公派): 김이음(金爾音)
- 록사공파(綠事公派): 김중보(金重寶)
- 평리공파(評理公派): 김중기(金重器)
- 함원군파(咸原君派): 김선(金瑄)

## 인물
- 김택(金澤): 영해의 대표적 유학자로 고려 말 광정대부(匡正大夫) 도첨의찬성사(都僉議贊成事)를 역임했다. 목은(牧隱) 이색(李穡)의 외조부이다.
- 김요(金饒): 홍건적의 난 때  공민왕(恭愍王)을 호종(扈從)한 공으로 중대광찬성사(重大匡贊成事) 함녕군(咸寜君)에 봉해졌다.
- 김이음(金爾音): 조선 전기 문신으로 선정을 베풀어 명관록(名官錄)에 오르고 지극한 효행으로 정려가 내려졌다.
- 김륭(金隆): 이황(李滉)의 문하에서 수학한 학자로 임진왜란이 일어나자 격문을 지어 여러 고을에 돌려 기병(起兵)할 것을 호소하였으며, 류성룡(柳成龍)에게 글을 올려 시무를 건의하기도 하였다.

## 항렬자
- 어사공 삼로공파, 록사공파, 평리공파

| 26세                     | 27세              | 28세                       | 29세                       | 30세                       | 31세                       | 32세                       | 33세                       | 34세                       | 35세                       | 36세                       | 37세                       | 38세                       | 39세                       | 40세                       | 41세                       | 42세                       | 43세                       |
| ------------------------ | ----------------- | -------------------------- | -------------------------- | -------------------------- | -------------------------- | -------------------------- | -------------------------- | -------------------------- | -------------------------- | -------------------------- | -------------------------- | -------------------------- | -------------------------- | -------------------------- | -------------------------- | -------------------------- | -------------------------- |
| 여(汝)口 우(禹)口 집(楫) | 口상(相) 광(光)口 | 口영(榮) 口렬(烈) 재(載)口 | 口원(遠) 태(泰)口 호(鎬)口 | 석(錫)口 口하(夏) 口선(善) | 口수(洙) 일(一)口 口호(浩) | 동(東)口 口식(植) 口재(栽) | 口용(容) 준口(俊) 口훈(勳) | 재(在)口 口중(中) 준(埈)口 | 口흠(欽) 종(鍾)口 口일(鎰) | 승(承)口 口원(源) 양(洋)口 | 口병(柄) 주(柱)口 口림(林) | 필(必)口 口희(熙) 口혁(爀) | 口중(重) 규(奎)口 口곤(坤) | 회(會)口 口현(鉉) 口용(鎔) | 口순(淳) 영(永)口 口숙(淑) | 근(根)口 口권(權) 춘(椿)口 | 口섭(燮) 口엽(燁) 口찬(燦) |

## 주요 세거지
- 충청북도 청주시
- 충청북도 옥천군 이원면 건진리
- 충청북도 영동군 양산면 호탄리
- 경상북도 영주시 가흥동
- 경상북도 상주시 공성면 인창리
- 경상북도 영풍군 단산면 사천리
- 경상북도 의성군 구천면,안계면,비안면
- 전라북도 남원시 사매면 일원
- 경기도 남양주시 진접읍